# Región de Papúa
La región de Papúa o región del Sur (oficialmente: Southern Region) es una de las cuatro regiones que reagrupan las provincias del Estado Independiente de Papúa Nueva Guinea. Ocupa la parte meridional del país y está dividida en cinco provincias y un distrito nacional, con rango de provincia:
- Central
- Golfo
- Bahía Milne, que incluye las Islas d’Entrecasteaux y el archipiélago de las Luisiadas.
- Oro, también llamada Norte
- Occidental, también llamada Fly
- Distrito Capital Nacional, alrededor de la capital del país, Port Moresby

## Geografía
La región de Papúa corresponde a la mayor parte del antiguo territorio de Papúa, bajo administración colonial de Australia hasta su unificación en 1949 con la Nueva Guinea Alemana, situada en el norte de la isla.
Cubre una superficie de 202.542 km² y tiene una población de 852.408 habitantes. Linda al sur con la región australiana de las Islas del estrecho de Torres, al oeste con la provincia indonesia de Papúa, y al este con las Islas Salomón.

## Función
Las regiones tradicionales de Papúa Nueva Guinea no constituyen unidades administrativas ni desempeñan un papel económico ni político. Pero se recurre a ellas frecuentemente en estadísticas y documentos oficiales producidos por las autoridades papuanas, así como en folletos de información, turísticos u otros, para clasificar las 19 provincias del país en cuatro unidades de mayor rango.